# Calama (Numidia)
Calama fue una colonia en la provincia romana de Numidia situada donde ahora se encuentra Guelma en Argelia.
G. Mokhtar lo ubica justo dentro de la provincia romana de África Proconsularis, al este de Numidia, pero generalmente se cree que estuvo en Numidia, una provincia creada probablemente en 198-199.

## Historia
Calama fue fundada por los fenicios y llamada Malaka, similar a su colonia Malake (en púnico: MLKʾ) en Málaga, España. Malaka estaba situada en el reino bereber de Numidia. Cuando esta área más tarde estuvo bajo el dominio romano, la ciudad pasó a llamarse Calama. Entre la República tardía y el Imperio temprano, estuvo gobernada por una magistratura gemela de sufetes de inspiración púnica.
Si Calama es idéntica a la ciudad de Suthul que el general romano Aulo Postumio Albino intentó sin éxito tomar en el año 110 a. C., (véase Batalla de Suthul) es algo que está en disputa: algunos lo niegan y otros lo afirman con cautela.
En el siglo I d. C., Calama, entonces parte de la provincia romana de Numidia, se convirtió en un importante centro urbano. Se le otorgó el rango de municipium romano ya en tiempos de Adriano, y de colonia más tarde. La ciudad fue patrocinada por Vibia Aurelia Sabina, hermana del emperador Cómodo (finales del siglo II). Calama fue, con Setifis (Sétif) e Hippo Regius (Annaba), uno de los graneros de Roma en los siglos II y III d. C. Bajo Septimio Severo, Calama se convirtió en una de las urbes más prósperas del imperio romano, con termas y un gran teatro.
Calama se convirtió en un obispado cristiano, cuatro de cuyos obispos se nombran en los documentos existentes:
- Donato (que no debe confundirse con Donato Magno) fue acusado en un concilio celebrado en 305 de haber entregado las sagradas escrituras durante la persecución de Decio.
- Megalio dio la ordenación episcopal a San Agustín en 395 y murió en 397.
- San Possidio, elegido el año de la muerte de Megalio, tomó parte activa en la conferencia conjunta de Cartago (411) con los obispos donatistas
- Quodvultdeus fue uno de los obispos católicos a quienes Hunerico convocó a Cartago en 484 y luego exilió.[14][15][16]

Possidio escribió la primera biografía de Agustín, en la que deja saber que él mismo formaba parte del clero del monasterio de Agustín cuando fue nombrado obispo de Calama. Cuando Calama cayó en manos del rey vándalo Genserico en 429, Possidio se refugió con Agustín dentro de la ciudad amurallada de Hippo Regius. Estuvo presente en la muerte de Agustín en 430.
Calama, que ya no es un obispado residencial, figura hoy en la lista de la Iglesia Católica como sede titular.
Los vándalos invasores capturaron y destruyeron parcialmente Calama y derrotaron al conde Bonifacio cerca de la ciudad en 431.
Después de la conquista de Numidia por el Imperio bizantino, Salomón (un general de Justiniano I) construyó allí una fortaleza entre 539 y 554. La población de Calama era plenamente cristiana en los siglos VI y VII.
Con la expansión del Islam, terminó el dominio bizantino de Calama (algunos cristianos sobrevivieron hasta el siglo IX) y Calama desapareció lentamente alrededor del siglo XI (véase Guelma).

## Restos arqueológicos
- Teatro. Es difícil reconstruir la planta y el aspecto general del teatro romano. El único otro monumento importante descubierto son los baños públicos. El teatro fue construido en el primer o segundo año del siglo III d. C. gracias a la generosidad de una tal Annia Aelia Restituta, que gastó en él 400.000 sestercios. Fue restaurado, de hecho prácticamente reconstruido, entre 1902 y 1918, después de haber servido como cantera. Esta en una cuesta y mide 58.05 m de ancho. Fue construido con un núcleo de mampostería revestido con sillería. Las gradas de asientos prácticamente habían desaparecido; deben haber numerado 10 en la zona baja y 12 en la segunda. La orquesta estaba pavimentada en mármol. Detrás del escenario, que estaba flanqueado por dos cámaras rectangulares, un pórtico con columnas formaba una fachada.[21]

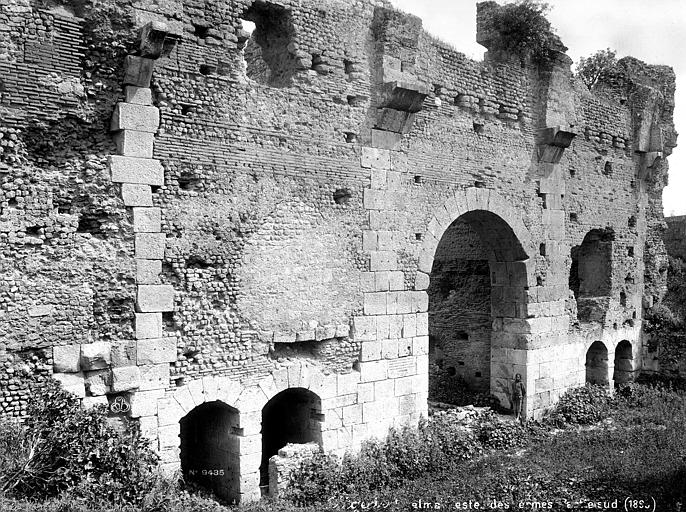
Termas romanas de Calama

- Baños. Las termas públicas romanas se construyeron con escombros y se revestiron con sillería y ladrillo. Estas "termas" pueden datar del siglo II d. C. Sólo una gran cámara rectangular (22 x 14 m), sin duda el tepidarium, se puede describir; daba a otras estancias y al exterior por 11 pasajes. Estos baños estaban incluidos dentro de la fortaleza bizantina, sin duda construida sobre un recinto anterior y defendida por 13 torres. Medía 278 x 219 metro.
- Foro. La existencia de un foro está atestiguada por una sola inscripción. También quedan restos de soportales, un pequeño santuario de Neptuno, aljibes y, en las afueras del pueblo, una iglesia cristiana. En 1953 se descubrió un tesoro de 7.499 monedas; prácticamente todos procedían de la casa de moneda de Roma; el más reciente data de principios del 257 d. C.[cita requerida] Es de suponer que el tesoro fue enterrado debido a los disturbios locales. La mayoría de los objetos antiguos recuperados en Calama y de la región se conservan en el Museo Guelma.
- Ciudadela y murallas . Entre sus ruinas también se encuentran una ciudadela bizantina y murallas construidas por el bizantino patricio Salomón durante la reocupación bizantina.[11][22]